# Ɤ
Cette page contient des caractères spéciaux ou non latins. S’ils s’affichent mal (▯, ?, etc.), consultez la page d’aide Unicode.
Ɤ (ɤ en minuscule), appelé cornes de bélier ou  petit gamma, est un symbole utilisé dans l’alphabet phonétique international pour représenter une voyelle mi-fermée postérieure non arrondie et dans l’écriture du dan de l’Est et du goo. Il a été utilisé comme lettre dans l’alphabet phonotypique d’Isaac Pitman ou dans l’alphabet français de Pierre de La Ramée.

## Utilisation
Le caractère des cornes de bélier (majuscule et minuscule) est aussi utilisée dans l’alphabet du dan de l'Est et dans l’alphabet du goo en Côte d'Ivoire.
Il apparait dans le tableau de 1921 de l’alphabet phonétique international, sa forme initiale étant celle d’un gamma latin ɣ raccourci (qui ne descend pas sous la ligne de base) et est emprunté à l’alphabet phonotypique d’Isaac Pitman et Alexander John Ellis. Yuen Ren Chao utilise le symbole en 1925. Il est adopté officiellement comme symbole pour le o désarondi en 1928, remplaçant la petite capitale a culbuté utilisée dans les Principes de 1900 ou 1912. Il est utilisé dans un article de H. Peterson à la place du symbole ʌ dans le Maître phonétique de 1933,. Il est appelé petit gamma dans le Phonetic Symbol Guide ou lors de la convention de Kiel de 1989. Depuis 1989, sa forme actuelle a ses fûts diagonaux courbés et est appelée cornes de bélier, pour éviter la confusion avec le gamma ɣ utilisé comme symbole pour la consonne fricative vélaire voisée,.

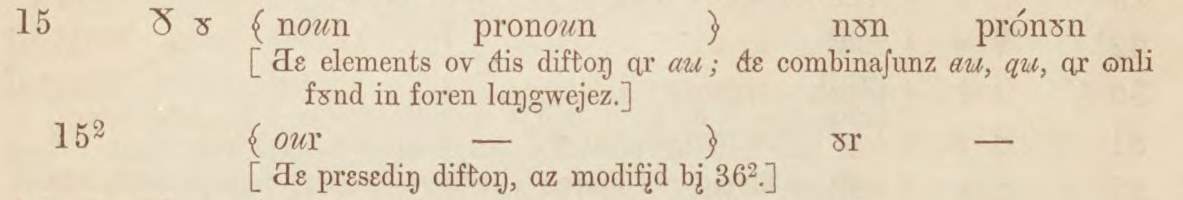
Description de la lettre petit gamma ou ligature ou par Ellis en 1848, en anglais écrit avec l’alphabet phonotypique.

Le petit gamma (majuscule et minuscule) était aussi utilisé comme lettre dans l’alphabet phonotypique d’Isaac Pitman, pour représenter la diphtongue /aʊ/.

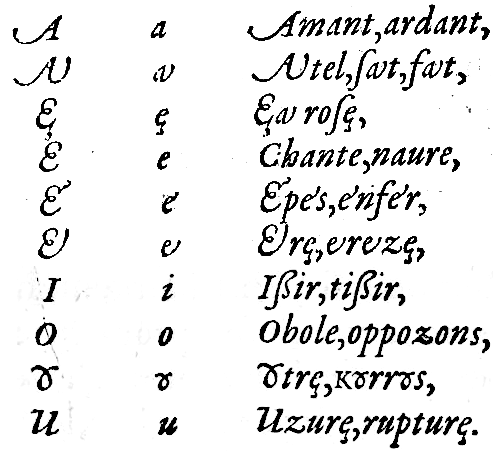
Voyelles (a, ꜹ, ȩ, e, e̛, ligature ev, i, o, ɤ, u) de l’alphabet français de La Ramée de 1572.

Les cornes de bélier (majuscules et minuscules) sont déjà utilisées comme lettre en 1574 dans le livre Etrenes de poezie frasoeze an vers mezures de Jean-Antoine de Baïf, utilisant l’alphabet français de Pierre de La Ramée, pour représenter la voyelle fermée postérieure arrondie française /u/ normalement écrite ‹ ou ›. La Ramée composa cette lettre comme ligature o sous un u ressemblant ainsi à la ligature grecque ου ou à la lettre latine ou ‹ ȣ › ou ‹ ᴕ ›. Jean-Antoine de Baïf utilise d’ailleurs la forme de la ligature ou dans ses manuscrits écrits avec une variation de l’alphabet français de La Ramée.

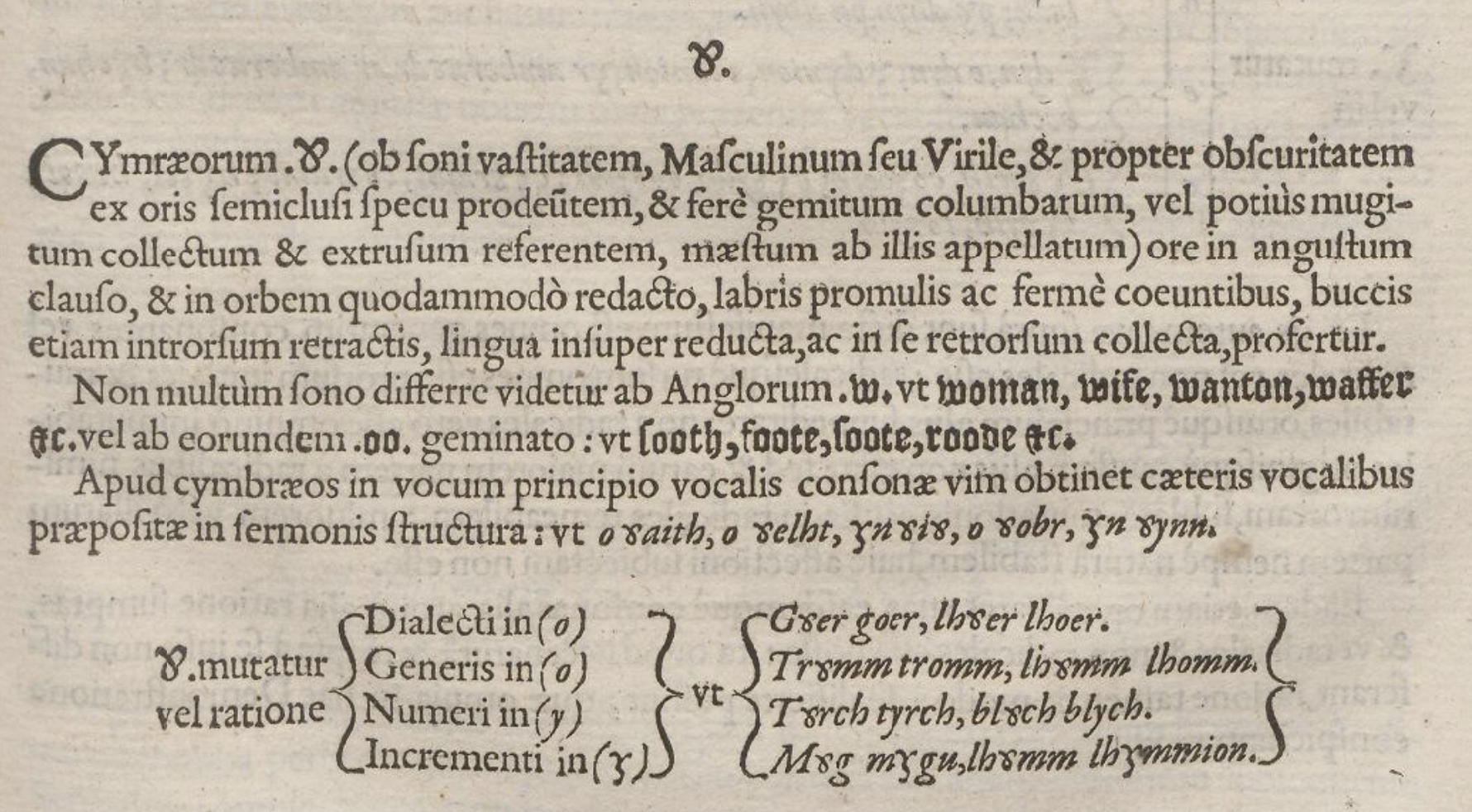
Description de la lettre ɤ dans la grammaire galloise de Siôn Dafydd Rhys de 1592.

En 1592, Siôn Dafydd Rhys (en) utilise la lettre ɤ dans l’alphabet de sa grammaire de la langue galloise Cambrobrytannicae Cymraecaeve linguae institutiones et rudimenta.

## Formes
|  | Forme initiale du petit gamma dans l’Alphabet phonétique international, utilisée avant 1989, et dans l’alphabet phonotypique de Pitman. |
|  | Forme des cornes de bélier dans l’Alphabet phonétique international depuis 1989.                                                        |

## Représentations informatiques
L’epsilon latin (erronément appelé open e, « e ouvert » en anglais) peut être représenté avec les caractères Unicode (Alphabet phonétique international, Latin étendu – D) suivants :
| lettres   | représentations | chaînes de caractères | points de code | descriptions                             |  |
| --------- | --------------- | --------------------- | -------------- | ---------------------------------------- |  |
| majuscule | Ɤ               | Ɤ                     | U+A7CB         | lettre majuscule latine cornes de bélier |  |
| minuscule | ɤ               | ɤ                     | U+0264         | lettre minuscule latine cornes de bélier |  |